# 하이드로 폴리스

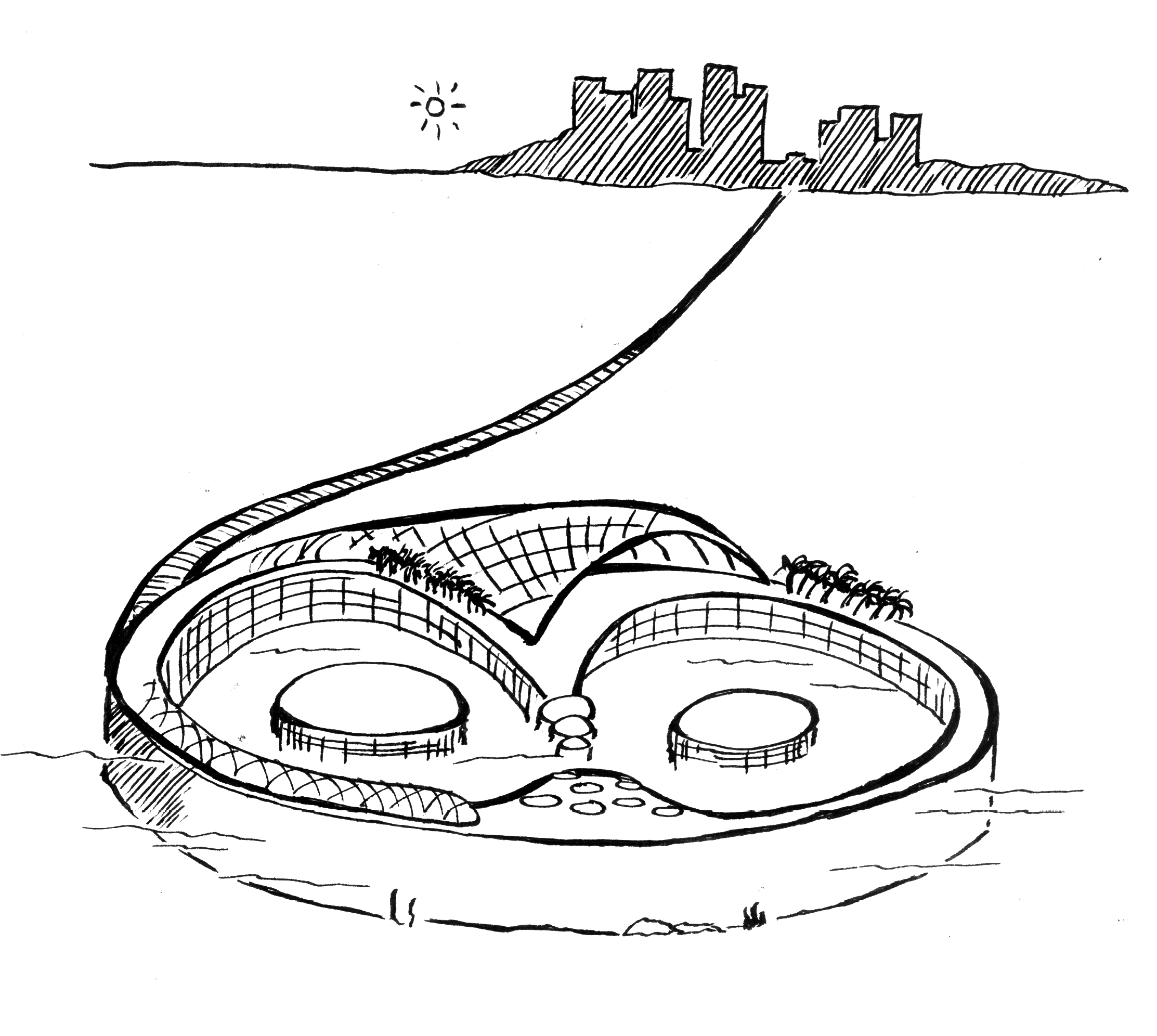
호텔 디자인의 스케치

하이드로 폴리스는 아랍에미리트 두바이 앞바다 해저 20미터 지점에 건설중인 수중 호텔이다. 투숙객들이 물속에 갇혀 있다는 불안감을 없애기 위해 낮과 밤의 효과를 인공적으로 만드는 시설을 만들 계획이라고 한다.